# Берлин, Рудольф
Рудольф Август Иоганн Людвиг Вильгельм Берлин (нем. Rudolf August Johann Ludwig Wilhelm Berlin; 2 мая 1833, Фридланд — 12 сентября 1897, Линталь, Швейцария) — немецкий медик, офтальмолог.

## Биография
Рудольф Берлин — сын врача Августа Берлина (1803—1880) и его супруги Амалии, урожд. Рунге (1808—1884). Дед Рудольфа Георг Людвиг Берлин (1772—1823) избирался бургомистром Фридланда.
Рудольф Берлин окончил гимназию в родном городе. Изучал медицину в Гёттингенском, Вюрцбургском и Эрлангенском университетах. Специализировался в офтальмологии у Альбрехта фон Грефе в берлинской клинике «Шарите». По окончании учёбы работал ассистентом у Александра Пагенштехера в Висбадене и в хирургической клинике в Тюбингене. В 1861 году учредил глазную клинику в Штутгарте.
В 1870 году получил право преподавания физиологической оптики в Высшей технической школе Штутгарта. В 1875 году был назначен профессором сравнительной офтальмологии в Штутгартской ветеринарной школе. В 1884 году Берлин был избран членом Леопольдины. В 1887 году Рудольф Берлин ввёл понятие дислексии.
Берлин занимался научной деятельностью в области экстирпации слёзного мешка, влиянии конвексного стекла на эксцентричное зрение, сечения зрительного нерва, отслоения сетчатки у лошадей, патологии и анатомии слёзных желёз, рефракции глаз у животных. Для учебника офтальмологии, выпущенного Альбрехтом фон Грефе и Теодором Земишем, Берлин написал раздел о болезнях глазницы.
В 1895 году Рудольф Берлин был назначен деканом медицинского факультета Ростокского университета. В 1897 году был избран ректором университета. Уже спустя несколько месяцев Берлин умер во время пребывания на курорте в Швейцарии. Похоронен на Старом кладбище в Ростоке.

## Труды
- Eine besondere Art der Wortblindheit (Dyslexie). Wiesbaden 1887. ()